# Chamaedorea sartorii
Chamaedorea sartorii es una especie de palmera que se distribuye por México  (Veracruz, Puebla, Oaxaca), y Honduras.

## Descripción
Son palmas con tallos solitarios, delgados, erguidos, que alcanzan un tamaño de 3-4 m de altura. El tallo de 0.8-1.6 cm de diámetro, verde, con anillos prominentes, entrenudos de 3-30 cm de largo. Las hojas: 3-6, pinnadas; con vaina de 11-23 cm de largo, tubular, oblicuamente abierta, longitudinalmente estriada con nervios, pecíolo de 17-45 cm de largo, ligeramente acanalado y verde arriba, redondeado y pálido por debajo, raquis de 30-50 cm de largo, ± prominente y fuerte arriba, redondeado y pálida por debajo; pinnas 5-10 a cada lado del raquis, de  20-40 x 4.7 cm, lanceoladas. Las inflorescencias son interfoliares pero a menudo infrafoliares , solitarias, erectas, de 30-70 cm de largo, con pedúnculos de 20-50 cm de largo. Frutas  elipsoides-ovoides, negras, transparentes, con mesocarpios poco carnosos, delgadas, verdes, mucilaginosas, aromáticas, endocarpio fibroso con nervios, las semillas elipsoides.

## Taxonomía
Chamaedorea sartorii fue descrita por Frederick Michael Liebmann y publicado en Historia Naturalis Palmarum 3: 308, en el año 1849.
Etimología
Chamaedorea: nombre genérico que deriva de las palabras griegas: χαμαί (chamai), que significa "sobre el terreno", y δωρεά (dorea) , que significa "regalo", en referencia a las frutas fácilmente alcanzadas en la naturaleza por el bajo crecimiento de las plantas.
sartorii, epíteto nombrado en honor del botánico alemán del siglo XIX Carl Sartorius.
Sinonimia
- Chamaedorea aurantiaca Brongn. ex Neumann
- Chamaedorea hartwegii W.Watson
- Chamaedorea mexicana Heynh.
- Chamaedorea oblongata (H.Wendl.) H. Wendl.
- Chamaedorea oblongata var. conferta H.Wendl.
- Chamaedorea wobstiana Linden
- Eleutheropetalum sartorii (Liebm.) Oerst.
- Eleutheropetalum sartorii var. conferta H. Wendl. ex Burret
- Morenia oblongata H.Wendl.
- Morenia sartorii Hort. in Ruffo
- Nunnezharia aurantiaca (Brongn. ex Neumann) Kuntze
- Nunnezharia mexicana Kuntze
- Nunnezharia sartorii (Liebm.) Kuntze
- Nunnezharia wobstiana (Linden) Kuntze[5]

## Nombre común
- Tepejilote cimarron, tepejilote, tepejilotillo, tepejilote chiapaneco - México[2]